# Imelda Castro Castro
Imelda Castro Castro (Agua Caliente de Cebada, Sinaloa; 30 de noviembre de 1968) es una política mexicana, miembro del partido Morena. Desde el 1 de septiembre de 2018 es senadora de la República por el estado de Sinaloa. Asimismo, desde el 1 de septiembre de 2024 se desempeña como Vicepresidenta de la Mesa Directiva del Senado.

## Primeros años
Imelda Castro Castro nació el 30 de noviembre de 1968 en la localidad de Agua Caliente de Cebada, en el municipio de Sinaloa, México. Desde 1991 vive en Culiacán. De 1986 a 1991 estudió la Licenciatura en Ciencia Política y Administración Pública en la Universidad Autónoma de Sinaloa y de 1994 a 1997 la Maestría en Ciencia Política en la Universidad Autónoma de Zacatecas. De 2008 a 2010 fue articulista en el semanario Ríodoce. Fue docente de la Universidad Autónoma de Sinaloa de 2001 a 2012.

## Trayectoria política
En 1989 inició su militancia en el Partido de la Revolución Democrática (PRD). Dentro de este partido fue postulada como candidata a senadora de la República en las elecciones federales de 2000. De 2001 a 2004 fue diputada del Congreso del Estado de Sinaloa, donde fue presidente de la Comisión de Desarrollo Económico. Fue presidente estatal del PRD en Sinaloa de 2005 a 2008. De 2011 a 2013 fue directora de agroindustria de la Secretaría de desarrollo económico del gobernador Mario López Valdez. Y de 2013 a 2016 volvió a ser diputada del Congreso del Estado de Sinaloa, siendo coordinadora del Grupo Parlamentario del PRD. El 29 de agosto de 2017 renunció al PRD para unirse al partido Movimiento Regeneración Nacional.

## Senadora de la República
En las elecciones federales de 2018 fue postulada por el partido Movimiento Regeneración Nacional (Morena) como senadora en segunda fórmula por el estado de Sinaloa. Tras los comicios ocupó el cargo en la LXIV Legislatura de la Cámara alta del Congreso de la Unión desde el 1 de septiembre de 2018. Dentro del senado es presidente de la comisión bicameral de seguridad nacional y secretaria de la comisión para la entrega de la Medalla Belisario Domínguez. De 2018 a 2019 fue secretaria de la comisión de seguridad social y de 2019 a 2020 fue secretaria de la segunda comisión de estudios legislativos. Fue vicepresidenta de la Mesa directiva del Senado de septiembre de 2020 a agosto de 2021 y desde septiembre de 2024.